# Flota en la sombra rusa
La flota en la sombra rusa es una flota de cientos de buques operados por Rusia para evadir la vigilancia policial tras la entrada en vigor de las sanciones que limitan el precio del petróleo crudo ruso en 2022, promulgadas por Estados Unidos, el Reino Unido y la Unión Europea en respuesta a la invasión rusa de Ucrania.

## Contexto
Ya existían flotas en la sombra, grises, oscuras o fantasma, utilizadas por Irán y Venezuela para intentar evadir las sanciones internacionales. Rusia era consciente de que cualquier sanción contra su país obligaría a controlar los petroleros empleados para exportar crudo y petróleo procesado. Petroleros que se acercan al final de su vida útil son adquiridos por Rusia, compañías petroleras rusas o por oportunistas, que pueden alquilarlos por una tarifa elevada para mantener el flujo de exportaciones petroleras. El precio de los petroleros viejos subió, y los vendedores obtienen grandes beneficios de sus ventas. A finales de 2022, había más de 600 buques en la flota en la sombra, 400 de los cuales eran petroleros de crudo. Desde entonces, las cifras han aumentado, con estimaciones de entre 1100 y 1400 buques para diciembre de 2023. Solo 118 de ellos han sido sancionados por Estados Unidos, la Unión Europea o el Reino Unido, y solo tres han sido sancionados por los tres, según la Escuela de Economía de Kyiv.
Un problema importante de la flota en la sombra rusa es el seguro; los países occidentales tienen criterios mínimos para el mismo, que incluyen la verificación del estado del buque. Dos tercios de los buques que transportan petróleo ruso tienen aseguradoras "desconocidas".  Los barcos suelen ser viejos y propensos a averías o fugas. En enero de 2024, el Peria sufrió una avería en el ancla, lo que dejó el barco varado en el Bósforo e interrumpió todo el tráfico. Los armadores fantasma ocultan a los verdaderos propietarios y no se sienten obligados a mantener los barcos en un alto nivel de calidad. La desactivación de los sistemas de identificación automática y la realización de transferencias de petróleo entre buques en alta mar aumenta el riesgo de colisiones y derrames.
Se favorecen ciertas banderas de conveniencia. Gabón ha más que duplicado su matrícula de buques en 2023, y se estima que el 98% de los petroleros se consideran de alto riesgo sin propietario identificable. El número de incidentes que afectan a estos buques ha aumentado a aproximadamente dos al mes, con varadas, abordajes, incendios y fallos de motor. La recuperación del coste del rescate de estos buques es dudosa debido al desconocimiento del propietario y del seguro, si lo hubiera.

## Incidentes marítimos
Dos barcos, que se cree que forman parte de la flota encubierta de Rusia, causaron un derrame de petróleo con graves daños ambientales en el Mar Negro en diciembre de 2024, debido a la negligencia de sus operadores rusos. Tras la grave crisis ambiental causada por los barcos, la peor de este siglo en la región del Mar Negro, Ucrania instó a la comunidad internacional a tomar medidas para disuadir a la flota. Letonia también pidió que se prohibiera la entrada de estos barcos en las aguas territoriales de la UE.
Varios buques que habían hecho escala recientemente en puertos rusos, muchos de ellos operados por la compañía naviera Thenamaris, con sede en Atenas, han sido atacados con minas lapa o explosivos submarinos en el Mediterráneo.
Un informe de la empresa de seguridad Ambrey concluye que los ataques fueron perpetrados por un agente estatal anónimo que atacaba buques que hacían escala en puertos petroleros, probablemente utilizando minas lapa con acción retardada, colocadas por buzos que utilizaban pequeños submarinos. Dos buques fueron hundidos: el carguero Ursa Major, de 9500 toneladas, frente a España el 24 de diciembre de 2024, y el superpetrolero Koala, de 164 000 toneladas, mientras estaba amarrado en Ust-Luga, óblast de Leningrado, el 9 de febrero de 2025; otros tres, Seajewel, Seacharm y Grace Ferrum, resultaron dañados.
El 11 de abril de 2025, el cazaminas EML Admiral Cowan de la Armada de Estonia capturó en el mar Báltico un petrolero sin bandera que simulaba estar registrado en Yibuti, el Kiwala. El buque había sido sancionado por la UE y el Reino Unido, y se dirigía a cargar petróleo en Ust-Luga. El buque fue liberado el 28 de abril.
El 13 de mayo de 2025, el buque patrullero EML Raju de la Armada de Estonia escoltó al petrolero Jaguar, con bandera gabonesa, fuera de las aguas territoriales de Estonia, con el apoyo de helicópteros Leonardo AW139, aviones PZL M28  y un MiG 29 polaco. Un caza ruso Sukhoi Su-35 violó el espacio aéreo de Estonia ese mismo día. Aviones F-16 portugueses de la Misión de Policía Aérea del Báltico de la OTAN respondieron al incidente con un vuelo de reconocimiento.
El 21 de mayo de 2025, el Sun, un petrolero de la flota de sombras, que ondeaba la bandera de Antigua y Barbuda, fue avistado navegando cerca de una línea eléctrica submarina de 600 megavatios que une Suecia y Polonia. Una patrulla aérea polaca ahuyentó al buque, y posteriormente la zona fue barrida por el buque de investigación polaco ORP Heweliusz.
El 16 de junio de 2025, por primera vez, la Armada rusa comenzó a escoltar petroleros de la flota en la sombra en convoyes, el Selva y el Sierra, ambos sujetos a sanciones del Reino Unido y la UE. Los buques, custodiados por la corbeta Boykiy , clase Steregushchiy del Proyecto 20380, fueron rastreados mientras se dirigían a cargar petróleo en puertos rusos. El convoy transitó por el Canal de la Mancha el 22 de junio.

## Sanciones
Los buques, sus propietarios y empresas asociadas implicados en infracciones de las sanciones fueron investigados y sancionados a partir del otoño de 2023.  El 10 de enero de 2025, el Departamento del Tesoro de los Estados Unidos añadió a la lista de sancionados unos 180 buques, decenas de comerciantes, importantes compañías petroleras y altos ejecutivos petroleros rusos. En junio de 2025, el Gobierno australiano impuso sanciones a 60 buques que consideraba parte de la flota paralela de Rusia. En julio de 2025, el Reino Unido sancionó a 135 petroleros junto con las empresas rusas Intershipping Services LLC y Litasco Middle East DMCC.

### Buques petroleros y propietarios de crudo
La Oficina de Control de Activos Extranjeros del Tesoro de Estados Unidos sancionó a los siguientes buques de petróleo crudo y a sus propietarios por violaciones de las sanciones al petróleo crudo:
| Mes               | Buque sancionado                    | Bandera        | Propietario | Nota |
| ----------------- | ----------------------------------- | -------------- | --- | --- |
| Octubre de 2023   | SCF Primorye (IMO 9421960)          | Liberia        | Lumber Marine SA (propietario final Sovcomflot) | Transportando crudo de Novy Port con un precio superior a 75 dólares por barril. Utilizando un proveedor de servicios con sede en Estados Unidos.  |
| Octubre de 2023   | Yasa Golden Bosphorus (IMO 9334038) | Islas Marshall | Ice Pearl Navigation Corp c/o Turquía | Transportando petróleo crudo ESPO con un precio superior a 80 dólares por barril. Utilizando un proveedor de servicios con sede en Estados Unidos. |
| Noviembre de 2023 | Kazan (IMO 9258002)                 | Liberia        | Kazan Shipping Incorporated (propietario final Sovcomflot) | Exportando petróleo ruso por encima del límite de precio de 60 dólares. Utilizando servicios de ciudadanos estadounidenses.                        |
| Noviembre de 2023 | Ligovsky Prospect (IMO 9256066)     | Liberia        | Progress Shipping Company Limited (propietario final Sovcomflot) | Exportando petróleo ruso por encima del límite de precio de 60 dólares. Utilizando servicios de ciudadanos estadounidenses.                        |
| Noviembre de 2023 | NS Century (IMO 9306782)            | Liberia        | Gallion Navigation Incorporated (propietario final Sovcomflot) | Exportando petróleo ruso por encima del límite de precio de 60 dólares. Utilizando servicios de ciudadanos estadounidenses.                        |
| Diciembre de 2023 | HS Atlantica (IMO 9322839)          | Liberia        | HS Atlantica Limited (administrado por Maritas Fleet) | Llevando el petróleo crudo ruso por encima del precio máximo acordado. Utilizando servicios de ciudadanos estadounidenses.                         |
| Diciembre de 2023 | NS Champion (IMO 9299719)           | Liberia        | Sterling Shipping Incorporated (propietario final Sovcomflot) | Llevando el petróleo crudo ruso por encima del precio máximo acordado. Utilizando servicios de ciudadanos estadounidenses.                         |
| Diciembre de 2023 | Viktor Bakaev (IMO 9610810)         | Liberia        | Streymoy Shipping Limited (propietario final Sovcomflot) | Llevando el petróleo crudo ruso por encima del precio máximo acordado. Utilizando servicios de ciudadanos estadounidenses.                         |
| Enero de 2024     | Aristo (IMO 9327413)                | Liberia        | Hennesea Shipping Co Ltd Dubái, Emiratos Árabes Unidos (propietario final Sovcomflot) designado de conformidad con la Orden Ejecutiva 14024 para operar o haber operado en el sector marítimo de la economía de la Federación de Rusia. | Propiedad efectiva de Hennesea, como propiedad en la que Hennesea tiene un interés.                                                                |
| Enero de 2024     | Hai II (IMO 9259599)                | Liberia        | Hennesea Shipping Co Ltd Dubái, Emiratos Árabes Unidos (propietario final Sovcomflot) designado de conformidad con la Orden Ejecutiva 14024 para operar o haber operado en el sector marítimo de la economía de la Federación de Rusia. | Propiedad efectiva de Hennesea, como propiedad en la que Hennesea tiene un interés.                                                                |
| Enero de 2024     | HS Arge (IMO 9299745)               | Liberia        | Hennesea Shipping Co Ltd Dubái, Emiratos Árabes Unidos (propietario final Sovcomflot) designado de conformidad con la Orden Ejecutiva 14024 para operar o haber operado en el sector marítimo de la economía de la Federación de Rusia. | Propiedad efectiva de Hennesea, como propiedad en la que Hennesea tiene un interés.                                                                |
| Enero de 2024     | HS Atlantica (IMO 9322839)          | Liberia        | Hennesea Shipping Co Ltd Dubái, Emiratos Árabes Unidos (propietario final Sovcomflot) designado de conformidad con la Orden Ejecutiva 14024 para operar o haber operado en el sector marítimo de la economía de la Federación de Rusia. | Propiedad efectiva de Hennesea, como propiedad en la que Hennesea tiene un interés.                                                                |
| Enero de 2024     | HS Buraq (IMO 9381732)              | Liberia        | Hennesea Shipping Co Ltd Dubái, Emiratos Árabes Unidos (propietario final Sovcomflot) designado de conformidad con la Orden Ejecutiva 14024 para operar o haber operado en el sector marítimo de la economía de la Federación de Rusia. | Propiedad efectiva de Hennesea, como propiedad en la que Hennesea tiene un interés.                                                                |
| Enero de 2024     | HS Esberg (IMO 9410894)             | Liberia        | Hennesea Shipping Co Ltd Dubái, Emiratos Árabes Unidos (propietario final Sovcomflot) designado de conformidad con la Orden Ejecutiva 14024 para operar o haber operado en el sector marítimo de la economía de la Federación de Rusia. | Propiedad efectiva de Hennesea, como propiedad en la que Hennesea tiene un interés.                                                                |
| Enero de 2024     | HS Everett (IMO 9410870)            | Liberia        | Hennesea Shipping Co Ltd Dubái, Emiratos Árabes Unidos (propietario final Sovcomflot) designado de conformidad con la Orden Ejecutiva 14024 para operar o haber operado en el sector marítimo de la economía de la Federación de Rusia. | Propiedad efectiva de Hennesea, como propiedad en la que Hennesea tiene un interés.                                                                |
| Enero de 2024     | HS Glory (IMO 9249087)              | Liberia        | Hennesea Shipping Co Ltd Dubái, Emiratos Árabes Unidos (propietario final Sovcomflot) designado de conformidad con la Orden Ejecutiva 14024 para operar o haber operado en el sector marítimo de la economía de la Federación de Rusia. | Propiedad efectiva de Hennesea, como propiedad en la que Hennesea tiene un interés.                                                                |
| Enero de 2024     | HS Legend (IMO 9381744)             | Liberia        | Hennesea Shipping Co Ltd Dubái, Emiratos Árabes Unidos (propietario final Sovcomflot) designado de conformidad con la Orden Ejecutiva 14024 para operar o haber operado en el sector marítimo de la economía de la Federación de Rusia. | Propiedad efectiva de Hennesea, como propiedad en la que Hennesea tiene un interés.                                                                |
| Enero de 2024     | HS Star (IMO 9274446)               | Liberia        | Hennesea Shipping Co Ltd Dubái, Emiratos Árabes Unidos (propietario final Sovcomflot) designado de conformidad con la Orden Ejecutiva 14024 para operar o haber operado en el sector marítimo de la economía de la Federación de Rusia. | Propiedad efectiva de Hennesea, como propiedad en la que Hennesea tiene un interés.                                                                |
| Enero de 2024     | LA Pride (IMO 9274616)              | Liberia        | Hennesea Shipping Co Ltd Dubái, Emiratos Árabes Unidos (propietario final Sovcomflot) designado de conformidad con la Orden Ejecutiva 14024 para operar o haber operado en el sector marítimo de la economía de la Federación de Rusia. | Propiedad efectiva de Hennesea, como propiedad en la que Hennesea tiene un interés.                                                                |
| Enero de 2024     | Mona [c] (IMO 9314818)              | Liberia        | Hennesea Shipping Co Ltd Dubái, Emiratos Árabes Unidos (propietario final Sovcomflot) designado de conformidad con la Orden Ejecutiva 14024 para operar o haber operado en el sector marítimo de la economía de la Federación de Rusia. | Propiedad efectiva de Hennesea, como propiedad en la que Hennesea tiene un interés.                                                                |
| Enero de 2024     | Nellis (IMO 9322267)                | Liberia        | Hennesea Shipping Co Ltd Dubái, Emiratos Árabes Unidos (propietario final Sovcomflot) designado de conformidad con la Orden Ejecutiva 14024 para operar o haber operado en el sector marítimo de la economía de la Federación de Rusia. | Propiedad efectiva de Hennesea, como propiedad en la que Hennesea tiene un interés.                                                                |
| Enero de 2024     | Osperous (IMO 9412995)              | Liberia        | Hennesea Shipping Co Ltd Dubái, Emiratos Árabes Unidos (propietario final Sovcomflot) designado de conformidad con la Orden Ejecutiva 14024 para operar o haber operado en el sector marítimo de la economía de la Federación de Rusia. | Propiedad efectiva de Hennesea, como propiedad en la que Hennesea tiene un interés.                                                                |
| Enero de 2024     | Peria (IMO 9322827)                 | Liberia        | Hennesea Shipping Co Ltd Dubái, Emiratos Árabes Unidos (propietario final Sovcomflot) designado de conformidad con la Orden Ejecutiva 14024 para operar o haber operado en el sector marítimo de la economía de la Federación de Rusia. | Propiedad efectiva de Hennesea, como propiedad en la que Hennesea tiene un interés.                                                                |
| Enero de 2024     | Sara II (IMO 9301615)               | Liberia        | Hennesea Shipping Co Ltd Dubái, Emiratos Árabes Unidos (propietario final Sovcomflot) designado de conformidad con la Orden Ejecutiva 14024 para operar o haber operado en el sector marítimo de la economía de la Federación de Rusia. | Propiedad efectiva de Hennesea, como propiedad en la que Hennesea tiene un interés.                                                                |
| Enero de 2024     | Sensus (IMO 9296585)                | Liberia        | Hennesea Shipping Co Ltd Dubái, Emiratos Árabes Unidos (propietario final Sovcomflot) designado de conformidad con la Orden Ejecutiva 14024 para operar o haber operado en el sector marítimo de la economía de la Federación de Rusia. | Propiedad efectiva de Hennesea, como propiedad en la que Hennesea tiene un interés.                                                                |
| Enero de 2024     | Uze (IMO 9323338)                   | Liberia        | Hennesea Shipping Co Ltd Dubái, Emiratos Árabes Unidos (propietario final Sovcomflot) designado de conformidad con la Orden Ejecutiva 14024 para operar o haber operado en el sector marítimo de la economía de la Federación de Rusia. | Propiedad efectiva de Hennesea, como propiedad en la que Hennesea tiene un interés.                                                                |

La aduana finlandesa dijo que el petrolero Eagle S era parte de la flota en la sombra después de que las autoridades finlandesas iniciaran una investigación sobre su posible sabotaje a los cables eléctricos submarinos entre Estonia y Finlandia en el incidente Estlink 2 de 2024. El buque fue incautado por las autoridades finlandesas después de que la Armada de Estonia lanzara una operación para proteger los cables submarinos en el mar Báltico.

### Comerciantes de petróleo
El 20 de diciembre de 2023, el Departamento del Tesoro de EE. UU. anunció sanciones contra tres empresas que comercializaron petróleo ruso a un precio que no cumplía con las normas de precios máximos, entre ellas Voliton DMCC de los Emiratos Árabes Unidos, Bellatrix Energy Limited y Covart Energy Limited de Hong Kong. Covart posee el petrolero Sanar 15 (IMO 9777670), que también está sancionado.

### Seguro de buques cisterna
Se investigan las presuntas infracciones de las sanciones impuestas por las compañías de seguros. En ocasiones, al solicitar un seguro, la compañía de seguros recibe información falsa sobre el origen de la carga, su precio, el destino e incluso el nombre y el número de la OMI del buque.
La compañía de seguros Ro Marine, con sede en Oslo (Noruega), canceló el seguro de tres petroleros en diciembre de 2023, identificados por incumplimiento del límite del precio del petróleo o acusaciones de comercio oscuro, y está monitoreando a siete más. Se han utilizado documentos de seguro falsos de Ro Marine para engañar a los países de la OTAN y apoyar a la flota fantasma rusa en la violación de sanciones. Tras las revelaciones de la emisora noruega NRK y la danesa Danwatch, los estados de abanderamiento han detenido buques y revocado la aprobación de Ro Marine, mientras que la OTAN refuerza los controles y la policía investiga a la compañía.

## Reacciones
En octubre de 2024, la Unión Europea publicó un informe titulado "La 'flota en la sombra' de Rusia: Sacando a la luz la amenaza", en el que se describen las tácticas de Rusia para evadir las sanciones. El 14 de noviembre, la UE votó a favor de adoptar una resolución que garantiza la plena aplicación de las sanciones contra Rusia.
El 16 de diciembre de 2024, doce países: Gran Bretaña, Alemania, Polonia, Países Bajos, los países nórdicos (Dinamarca, Finlandia, Islandia, Noruega y Suecia) y los tres estados bálticos (Estonia, Letonia y Lituania) acordaron cooperar para desmantelar y disuadir a la flota encubierta rusa y así evitar el incumplimiento de las sanciones. El Reino Unido anunció sanciones adicionales contra la flota encubierta al día siguiente.
En enero de 2025, se puso en marcha una nueva ronda de sanciones, dirigida principalmente contra Gazprom y Surgutneftegas, así como a casi 200 petroleros y gaseros que operan desde Rusia y son parte de la flota fantasma.  A mediados de mayo de 2025, estos buques fueron el principal objetivo del 17.º paquete de sanciones adoptado contra Rusia por los embajadores de los 27 estados miembros de la Unión Europea. Se trata de casi 200 nuevos petroleros no registrados y una treintena de entidades sospechosas de haber ayudado a Moscú a evadir las sanciones vigentes. Un informe de la Escuela de Economía de Kyiv estima que 430 de estos buques navegan sin garantías occidentales y con tripulaciones inexpertas, principalmente en el mar Báltico. Se planean sanciones más severas si Moscú no acepta el alto el fuego de un mes aprobado por Ucrania y sus aliados.
También en enero de 2025, el petrolero Eventin, con bandera panameña, zarpó del puerto ruso de Ust-Luga con destino a Egipto. El buque perdió potencia y quedó a la deriva, llegando a aguas alemanas pocos días después. En febrero, la Unión Europea lo incluyó en la lista de buques sancionados. Tras determinar que el Eventin transportaba unas 100.000 toneladas de crudo sancionado procedente de Rusia, la aduana alemana incautó el buque y confiscó la carga en una medida sin precedentes en marzo de 2025, transfiriendo teóricamente la propiedad al Estado alemán.